# 32943 Sandyryan
32943 Sandyryan este un asteroid din centura principală de asteroizi.

## Descriere
32943 Sandyryan este un asteroid din centura principală de asteroizi. A fost descoperit pe 13 noiembrie 1995 la observatorul AMOS din Haleakala. Asteroidul prezintă o orbită caracterizată de o semiaxă mare de 3,04 ua, o excentricitate de 0,10 și o înclinație de 11,0° în raport cu ecliptica.